# Markgräfin-Wilhelmine-Gymnasium
Das Markgräfin-Wilhelmine-Gymnasium (kurz MWG) ist ein Gymnasium in Bayreuth mit Internat und Tagesheim, das neben einem musischen und dem sprachlichen Zweig auch eine naturwissenschaftlich-technologische Ausbildung bietet. Namenspatronin ist Markgräfin Friederike Sophie Wilhelmine von Preußen.

## Profil
Das Markgräfin-Wilhelmine-Gymnasium vereint neben seiner musischen und künstlerischen Ausrichtung eine breite Vielfalt an Ausbildungsrichtungen und Möglichkeiten.

### Zweig- und Fächerwahl

#### Musisches Gymnasium
- Ein Pflichtinstrument, alle orchesterwirksamen Instrumente sowie Klavier und Orgel sind möglich
- Englisch als erste Fremdsprache ab Jahrgangsstufe 5
- Latein als zweite Fremdsprache ab Jahrgangsstufe 6
- Möglichkeit, Latein durch eine spätbeginnende Fremdsprache (Französisch oder Spanisch) zu ersetzen, ab Jahrgangsstufe 10
- Physik ab der Jahrgangsstufe 7, Chemie ab Jahrgangsstufe 9
- Ein Wechsel in das Sprachliche oder Naturwissenschaftlich-technologische Gymnasium ist bis zur 8. Jahrgangsstufe möglich.

#### Sprachliches Gymnasium
- Englisch als erste Fremdsprache ab Jahrgangsstufe 5
- Latein oder Französisch als zweite Fremdsprache ab Jahrgangsstufe 6
- Spanisch als dritte Fremdsprache ab Jahrgangsstufe 8
- Möglichkeit, Latein durch die spätbeginnende Fremdsprache Französisch zu ersetzen, ab Jahrgangsstufe 10
- Physik ab der Jahrgangsstufe 7, Chemie ab Jahrgangsstufe 9
- Ein Wechsel in das Musische (Voraussetzung ist die Beherrschung eines Instruments)  oder Naturwissenschaftlich-technologische Gymnasium ist bis zur 8. Jahrgangsstufe möglich.

#### Naturwissenschaftlich-technologisches Gymnasium
- Englisch als erste Fremdsprache ab Jahrgangsstufe 5
- Latein oder Französisch als zweite Fremdsprache ab Jahrgangsstufe 6
- Möglichkeit, Latein durch eine spätbeginnende Fremdsprache (Französisch oder Spanisch) zu ersetzen, ab Jahrgangsstufe 10
- Physik ab der Jahrgangsstufe 7, Chemie ab Jahrgangsstufe 8, Informatik ab Jahrgangsstufe 9

### Modellklassen für Hochbegabte und Kompetenzzentrum
Mit Genehmigung des Bayerischen Staatsministeriums für Unterricht und Kultus hat das Markgräfin-Wilhelmine-Gymnasium Förderklassen für hochbegabte Schüler ab der Jahrgangsstufe 5 bis zur Oberstufe eingerichtet.
Aufgrund der langjährigen Erfahrung in der Begabtenförderung steht das Markgräfin-Wilhelmine-Gymnasium als Kompetenzzentrum anderen Schulen im Regierungsbezirk Oberfranken in Fragen der Schulentwicklung und Unterrichtspraxis beratend zur Seite und unterstützt sie bei der Förderung besonders begabter Schüler. Neue und erprobte Unterrichtsmethoden, ungewöhnliche, auf Stärken der Schüler eingehende Leistungsrückmeldungen und Prüfungsmethoden werden in Fortbildungen auch Lehrkräften anderer Gymnasien in Oberfranken angeboten.
Besonders motivierte und begabte Schüler der Jahrgangsstufe 11 haben zudem die Möglichkeit, im Rahmen der Universitären Oberstufe an der Universität Bayreuth einmal in der Woche an Lehrveranstaltungen teilzunehmen und bereits Leistungspunkte (Credit Points) für ein späteres Studium zu erwerben.

### Einführungsklasse (Jahrgangsstufe 11)
Die Einführungsklasse richtet sich an Schüler der Realschule, der Wirtschaftsschule und der M10 der Mittelschule, die ihre Prüfungen zur Mittleren Reife im Jahr der Anmeldung zur Einführungsklasse abgelegt haben und das Abitur anstreben.
Die Schüler besuchen diese besondere 11. Klasse zur Vorbereitung auf den Übertritt in die gymnasiale Oberstufe. Der Schwerpunkt der Förderung liegt auf Mathematik, Deutsch, der zweiten Fremdsprache und Englisch.

### Internat und Tagesheim (Ganztagsbetreuung)
Das Internat des Markgräfin-Wilhelmine-Gymnasiums ist eines von 15 staatlichen Internaten in Bayern.

### Wahlfächer
Eine Verpflichtung zum Ableisten einer bestimmten Stundenzahl in einem Wahlfach gibt es im neunjährigen Gymnasium nicht. Zur Bildung persönlicher Interessen und Fähigkeiten wurden im Schuljahr 2022/23 folgende Kurse angeboten:
- Musisches: Boy’s Choir, Chor der 5. Klassen, Chor der 6. Klassen, Chor des MWG, Kammerchor, Orchester der Unterstufe, Sinfonieorchester, Bläserensemble, Bigband, Symphonisches Blasorchester.
- Sprachliches: Literaturclub.
- Sportliches: Basketball, Fußball/Jungen, Fußball/Mädchen, Judo, Tanz / Aerobic, Volleyball.
- Kreatives und Künstlerisches: Film ab, Kunstclub, Video / Multimedia, Schulspiel, Theater der Unterstufe.
- Forschendes und Denkendes: Jugend forscht, Pluskurs Mathematik / Mathe-Challenge, Robotik, Technik pur, CybermentorPlus, Schach.
- Engagiertes: Schülerzeitung, Schulcafe blu, Tutorenprogramm, Schulsanitäter, Umwelt.

### Schulfahrten
Am Markgräfin-Wilhelmine-Gymnasium werden regelmäßig folgende Schulfahrten veranstaltet:
- Schullandheimaufenthalt für die Jahrgangsstufe 5
- Sommersporttage für die Jahrgangsstufe 6 im Fichtelgebirge (zwei Tage am Schuljahresende)
- Skikurswoche für die Jahrgangsstufe 7
- Berlinfahrt der Jahrgangsstufe 10 (vier Tage in der letzten Schulwoche)
- Studienfahrt der Oberstufe, z. B. Rom, Kopenhagen, Schottland

Schüleraustausch mit Annecy (Frankreich), mit Aix-en-Provence (Frankreich), mit der Isle of Man (Vereinigtes Königreich) und eine Sprachreise nach Südengland und nach Spanien.
Seit dem Schuljahr 2006/2007 wird auf einen Wandertag verzichtet, zugunsten der für die einzelnen Klassenstufen angesetzten Exkursionen, die in engem Zusammenhang mit dem jeweiligen Fachunterricht stehen.

### Auszeichnungen
- Digitale Schule: Bayerns Digitalministerin Judith Gerlach zeichnete am 4. Dezember 2020 im Rahmen einer Videokonferenz das Markgräfin-Wilhelmine-Gymnasium als Digitale Schule aus. Zusammen mit 28 anderen bayerischen Schulen aller Schularten bewies das Markgräfin-Wilhelmine-Gymnasium im Rahmen des Zertifizierungsprozesses, dass es mit seinem schulischen Konzept zur Digitalisierung didaktisch und pädagogisch durchdacht den Schulalltag nachhaltig bereichert.
- MINTfreundliche Schule: Das Markgräfin-Wilhelmine-Gymnasium wurde 2022 (zum vierten Mal seit 2012) als „MINT-freundliche Schule“ ausgezeichnet.[4]
- Die Schule ist seit dem 16. Mai 2014 Mitglied im Netzwerk Schule ohne Rassismus – Schule mit Courage.
- Umweltschule: Am 20. November 2015 wurde das Markgräfin-Wilhelmine-Gymnasium als Umweltschule von der Staatsministerin für Umwelt und Naturschutz, Frau Ulrike Scharf, mit dem höchstmöglichen Preis, nämlich drei Sternen, ausgezeichnet. Im November 2023 erhielt das MWG die Auszeichnung Umweltschule in Europa / Internationale Nachhaltigkeitsschule.
- Teilnahme am Projekt AKZENT Elternarbeit

### Wettbewerbe
- Jugend musiziert
- Jugend debattiert
- Jugend forscht
- Jugend trainiert für Olympia & Paralympics
- Mathematik-Olympiade, Landeswettbewerb Mathematik

## Geschichte

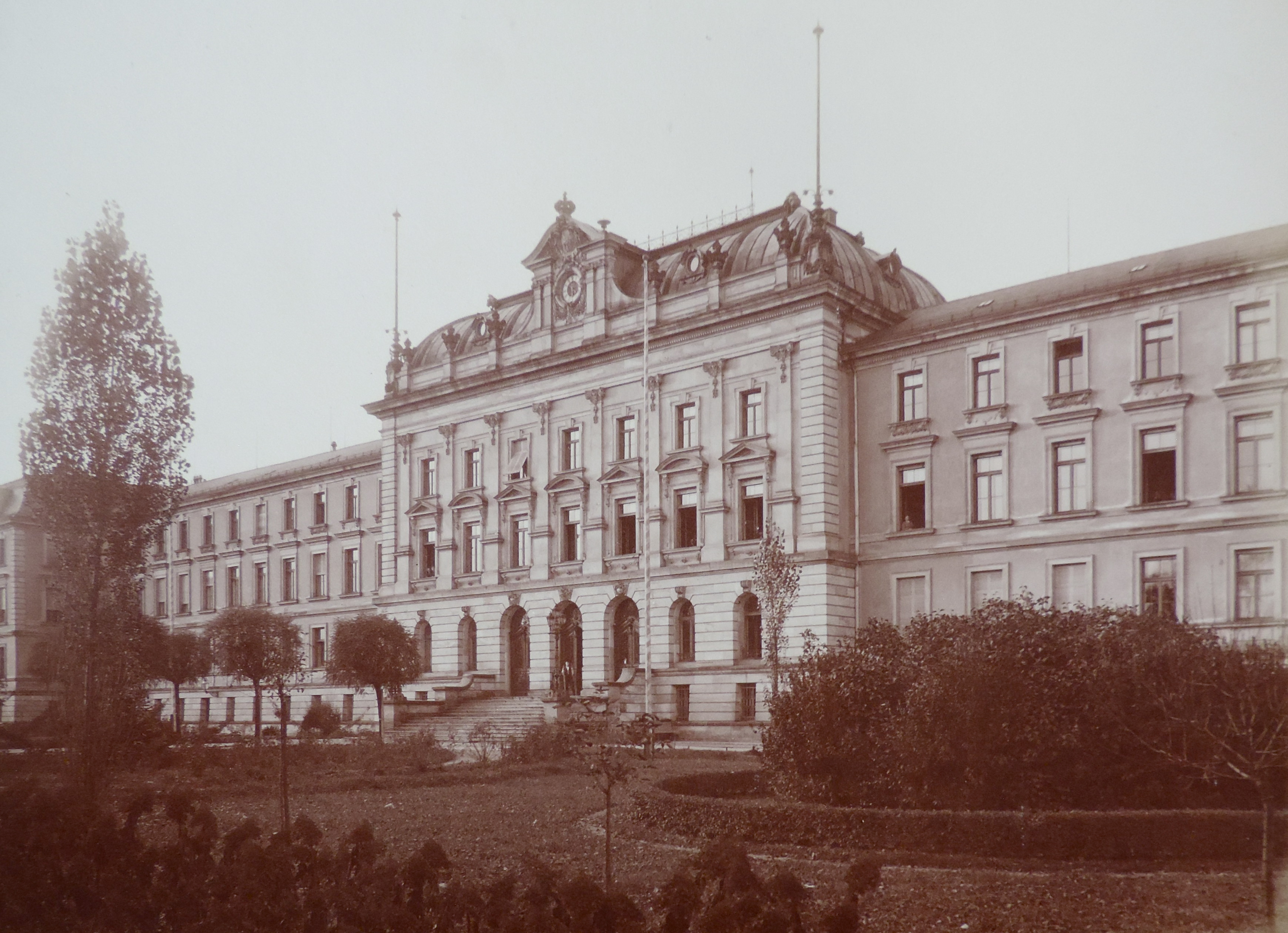
Königliche Lehrerbildungsanstalt in Bayreuth, 1895

Das Markgräfin-Wilhelmine-Gymnasium ist als das musische Gymnasium bekannt.
1949 wurde für die in Bayreuth bestehende Lehrerbildungsanstalt eine Oberschule in Kurzform (1949–1954) angegliedert, die ihren Absolventen als Vorbereitungsschule des Lehrerpädagogiums nach sieben Schuljahren den Zugang zum Volksschullehrerstudium ermöglichte. 1954 wurde diese Oberschule in Deutsches Gymnasium umbenannt.
1964 verließ die mittlerweile als Pädagogische Hochschule bezeichnete Lehrerbildungsanstalt das Gebäude in der Königsallee. Seitdem ist das Gymnasium alleiniger Nutzer und erhielt im Schuljahr 1965/66 seinen aktuellen Namen Markgräfin-Wilhelmine-Gymnasium. Wilhelmine von Bayreuth prägte ihre Residenzstadt entscheidend. Mit ihrem Sinn für Musik, Dichtung und bildende Kunst bereicherte sie das kulturelle Leben der Stadt Bayreuth damals wie heute. Sie initiierte unter anderem den Bau des Markgräflichen Opernhauses, das 2012 von der UNESCO zum Weltkulturerbe erhoben wurde.

## Schulgebäude
Das Schulhaus wurde 1894 bis 1896 nach Planung des Landbauamtes Bayreuth für die ehemalige Königliche Lehrerbildungsanstalt zur Ausbildung evangelischer Volksschullehrer entworfen und wurde als dreigeschossiger neubarocker Monumentalbau mit kräftig gegliederten Mittel- und Eckpavillons, Mansarddach und genutetem Sockelgeschoss auf freiem Feld errichtet.
Im Mittelbau befindet sich die Aula, die mit einem stuckierten Muldengewölbe dekoriert und mit einer Orgel ausgestattet ist. Zur Straße hin werden das Gebäude und der weitläufige Park durch Pfeilerportale und einen schmiedeeisernen Gitterzaun abgegrenzt.
Während des Ersten Weltkriegs diente das Gebäude als Militärkrankenhaus (Reservelazarett Bayreuth I), ebenso im Zweiten Weltkrieg.
Heute verfügt der Prunkbau über alle Anlagen, Räumlichkeiten und Einrichtungen für einen zeitgemäßen Unterricht. Um den notwendigen zusätzlichen Flächenbedarf des Markgräfin-Wilhelmine-Gymnasiums zu decken, wird seit Herbst 2019 ein großzügiger Erweiterungsbau mit neuen Räumen für Biologie, Chemie, Physik, Informatik und Kunst, mit einer Dreifachsporthalle und der Schulmediathek realisiert. Der Erweiterungsbau ist als symmetrischer Baukörper konzipiert; durch die Orientierung in die Tiefe werden die typisch neobarocken Merkmale des bestehenden Schulgebäudes mit seiner Betonung des Mittel- und der Seitenpavillons nicht verstellt, das Ensemble behält seinen ortsbildprägenden Charakter.

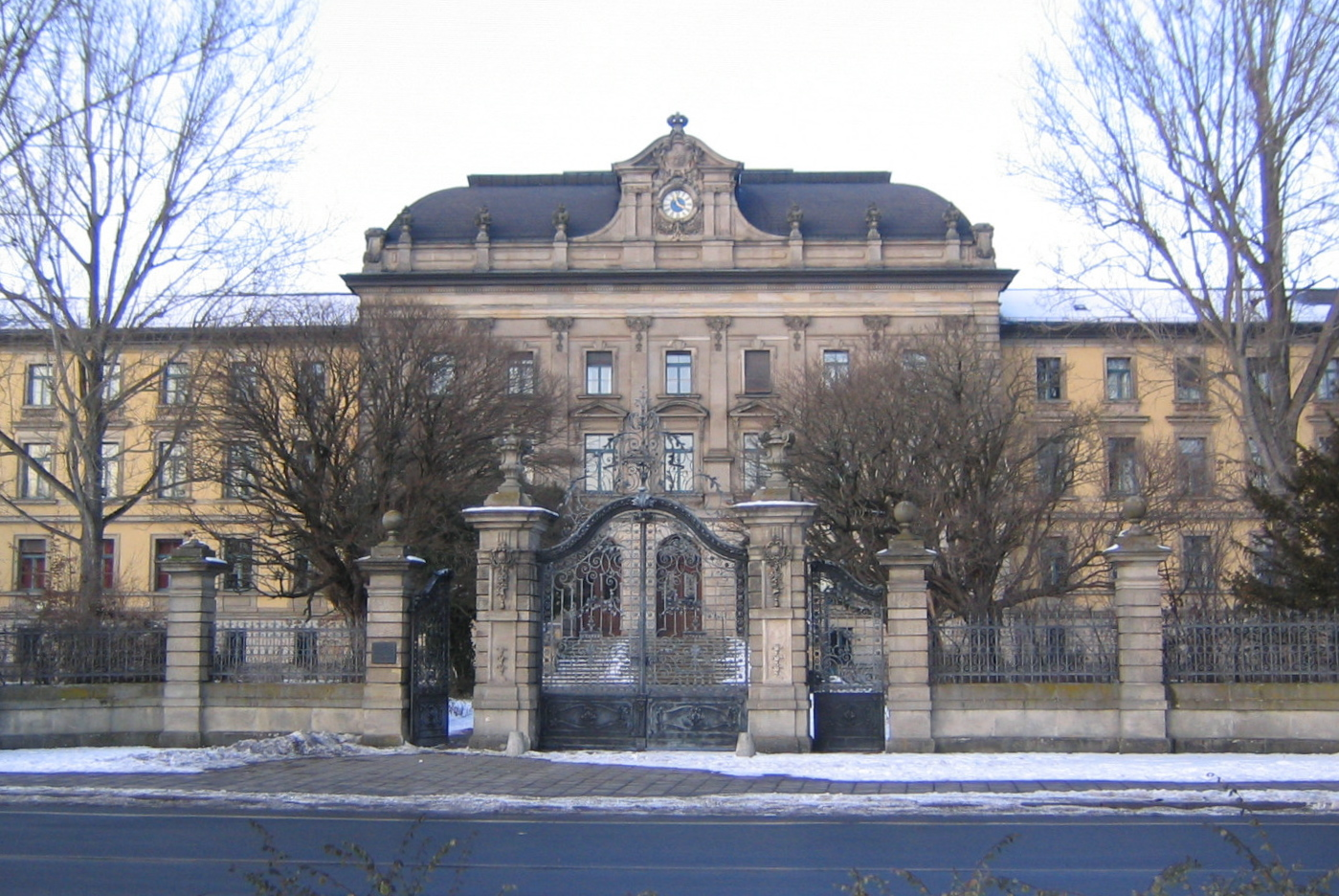
Eingangstor und Mittelteil
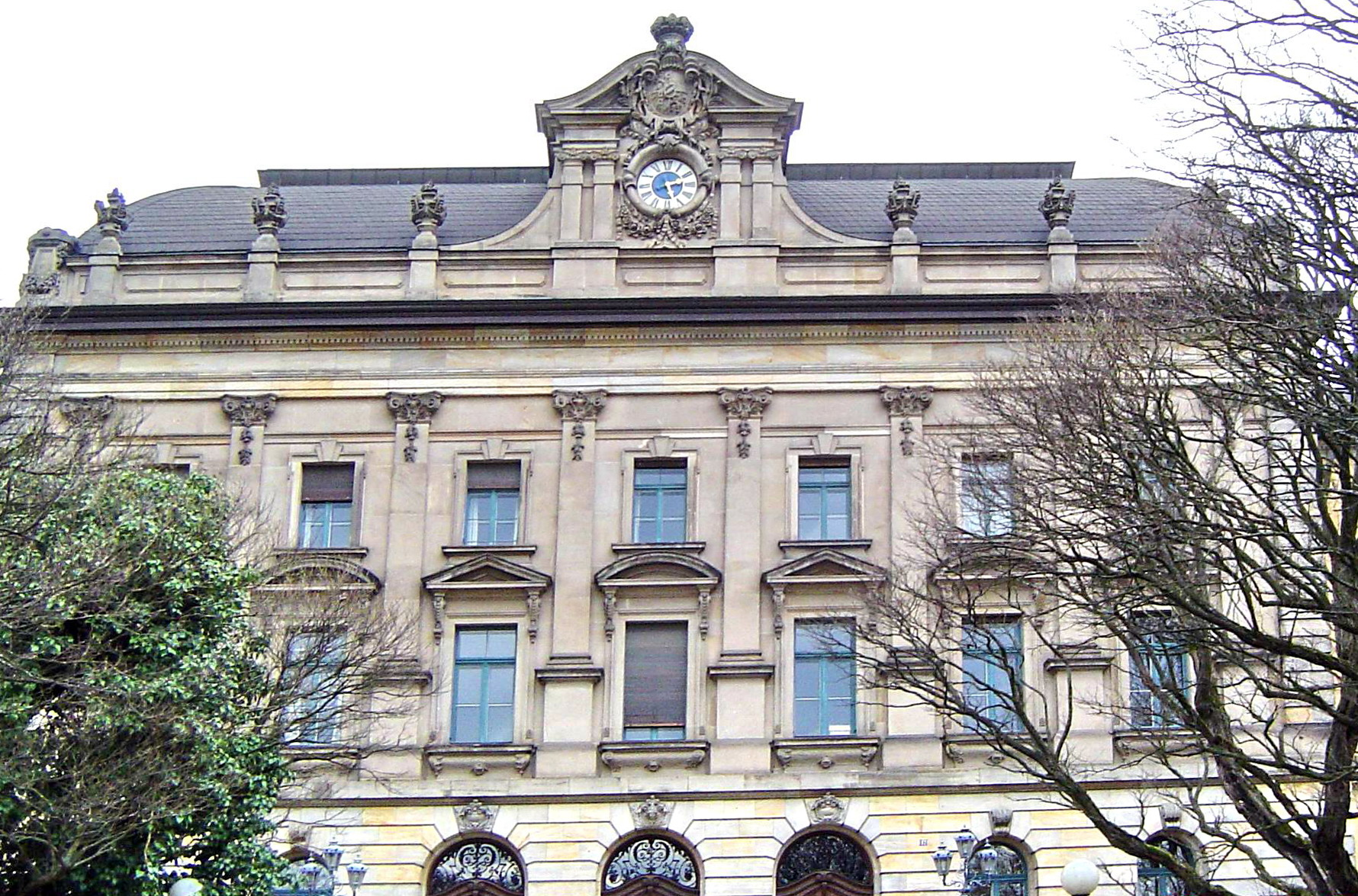
Mittelbau
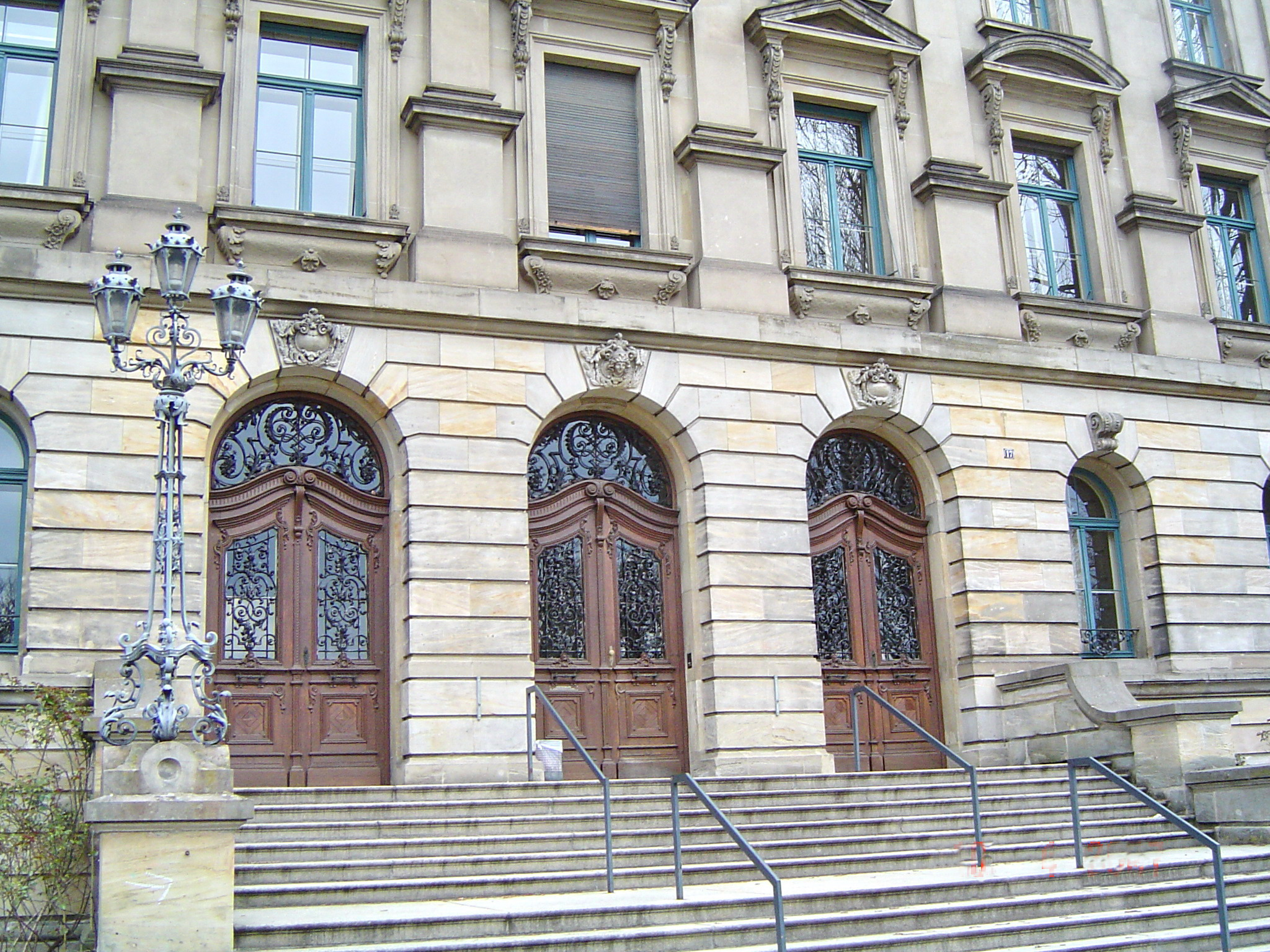
Freitreppe und Eingang
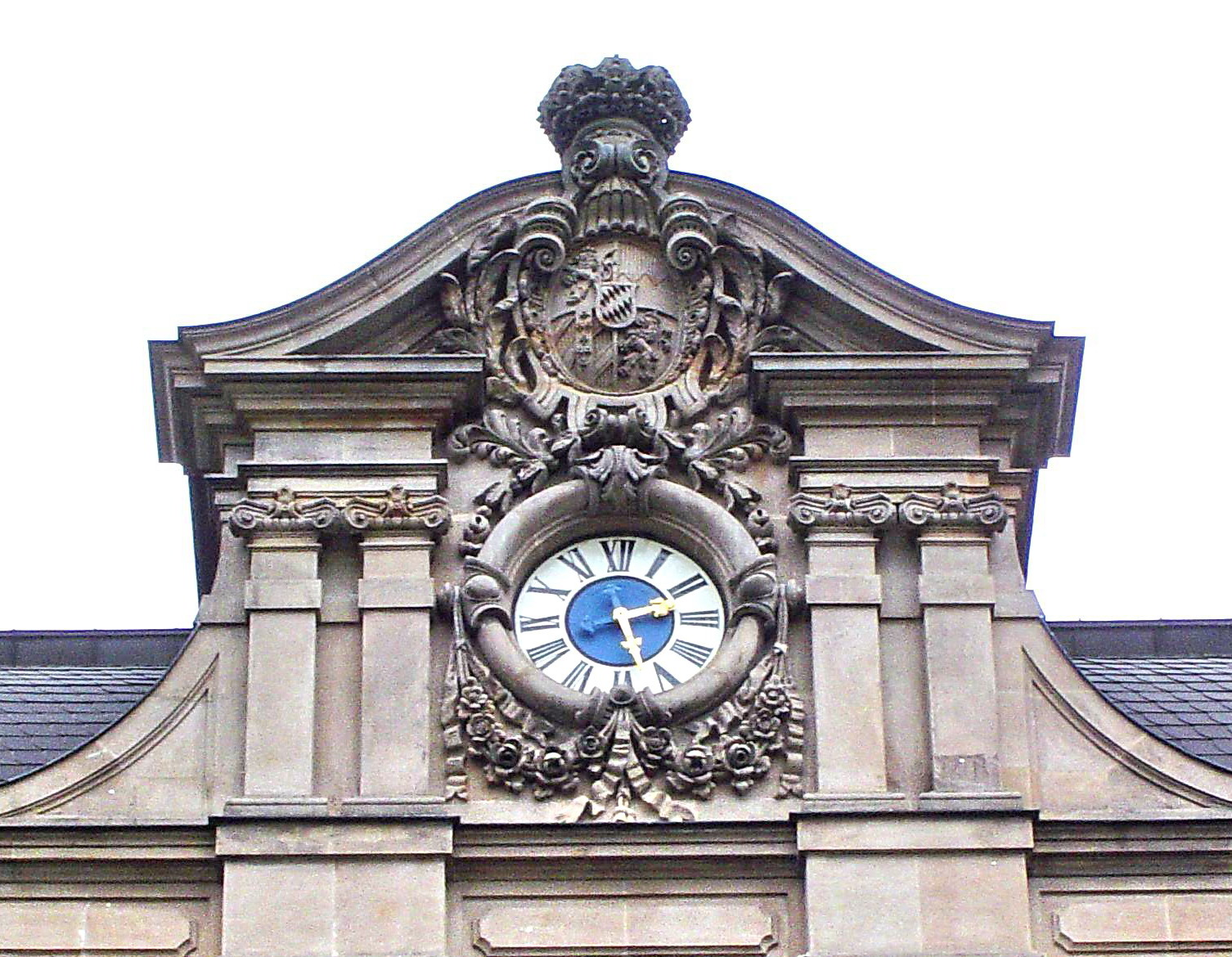
Uhr

## Persönlichkeiten

### Bekannte Lehrer und Lehrerinnen (Auswahl)
- Helmut Bieler (1940–2019)[9], Komponist und Pianist

### Ehemalige Schüler (Auswahl)
- Eberhard Wagner (* 1938), Mundartforscher
- Rainer Trübsbach (* 1942), Historiker
- Günter Leykam (* 1960), Sänger (Bariton)
- Daniel Nitt (* 1981), Komponist und Musikproduzent[10]
- Gottfried Oliwa, Basketballspieler und Sportberichterstatter

## Trivia
- Für den deutschen Spielfilm Rubinrot wurden während der Osterferien 2012 die meisten Innenaufnahmen zu den Schulszenen der St. Lennox High im Schulhaus des Markgräfin-Wilhelmine-Gymnasiums gedreht. Für seine Fortsetzung Smaragdgrün wurden nochmals die barocken Räume des Markgräfin-Wilhelmine-Gymnasiums genutzt, diesmal für die Szenen der Bonfire Night im Jahr 1786.[11]